# Vaux-sur-Saint-Urbain
Vaux-sur-Saint-Urbain és un municipi francès situat al departament de l'Alt Marne i a la regió del Gran Est. L'any 2007 tenia 53 habitants.

## Demografia

### Població
El 2007 la població de fet de Vaux-sur-Saint-Urbain era de 53 persones. Hi havia 20 famílies de les quals 4 eren unipersonals (4 dones vivint soles i 4 dones vivint soles), 4 parelles sense fills i 12 parelles amb fills.
La població ha evolucionat segons el següent gràfic:
Habitants censats

### Habitatges
El 2007 hi havia 47 habitatges, 20 eren l'habitatge principal de la família, 24 eren segones residències i 3 estaven desocupats. Tots els 47 habitatges eren cases. Tots els 20 habitatges principals que hi havia estaven ocupats pels seus propietaris; 1 tenia dues cambres, 2 en tenien tres, 7 en tenien quatre i 10 en tenien cinc o més. 17 habitatges disposaven pel capbaix d'una plaça de pàrquing. A 11 habitatges hi havia un automòbil i a 9 n'hi havia dos o més.

### Piràmide de població
La piràmide de població per edats i sexe el 2009 era:
| Homes | Edats   | Dones |
| ----- | ------- | ----- |
| 0     | 95 o +  | 0     |
| 0     | 90 a 94 | 0     |
| 0     | 85 a 89 | 4     |
| 0     | 80 a 84 | 0     |
| 8     | 75 a 79 | 4     |
| 0     | 70 a 74 | 0     |
| 0     | 65 a 69 | 0     |
| 0     | 60 a 64 | 4     |
| 0     | 55 a 59 | 0     |
| 0     | 50 a 54 | 0     |
| 0     | 45 a 49 | 0     |
| 4     | 40 a 44 | 0     |
| 0     | 35 a 39 | 0     |
| 4     | 30 a 34 | 0     |
| 4     | 25 a 29 | 4     |
| 0     | 20 a 24 | 0     |
| 0     | 15 a 19 | 0     |
| 0     | 10 a 14 | 0     |
| 0     | 5 a 9   | 0     |
| 0     | 0 a 4   | 4     |

## Economia
El 2007 la població en edat de treballar era de 35 persones, 21 eren actives i 14 eren inactives. De les 21 persones actives 20 estaven ocupades (12 homes i 8 dones) i 1 aturada (1 home). De les 14 persones inactives 9 estaven jubilades, 2 estaven estudiant i 3 estaven classificades com a «altres inactius».
Activitats econòmiques
L'any 2000 a Vaux-sur-Saint-Urbain hi havia 3 explotacions agrícoles.

## Poblacions més properes
El següent diagrama mostra les poblacions més properes.